# Ugandinella formicula
Ugandinella formicula is een spinnensoort in de taxonomische indeling van de springspinnen (Salticidae).
Het dier behoort tot het geslacht Ugandinella. De wetenschappelijke naam van de soort werd voor het eerst geldig gepubliceerd in 2006 door Wanda Wesołowska.